# Діплес
Діплес (грец. Δίπλες) — грецький десерт з півострова Пелопоннес, який виготовляють із тонкого листового тіста. Діплеси — типовий десерт на півострові Пелопоннес, особливо на весіллях та на святкування Нового Року.

## Приготування
Тісто розкачують на довгі тонкі смужки, обсмажують і складають у гарячій олії, а потім занурюють у цукровий або медовий сироп. Діплеси можуть бути різної форми, найпоширеніші — бантики та спіралі.
Інший спосіб приготування використовує залізну форму, змочену в спеціяльному клярі для діплесів. Їх обсмажують у рослинному жирі до тих пір, поки діплеси не відокремляться від форми. Їх поливають зверху сиропом і посипають подрібненими волоськими горіхами та корицею.

## Подібні страви
Діплес за інгредієнтами та способом приготування подібні до печива «вергуни» (англ. «крила ангела»), від яких відрізняються, зокрема тим, що їх не змочують у сиропі, а подають сухими.

## Галерея

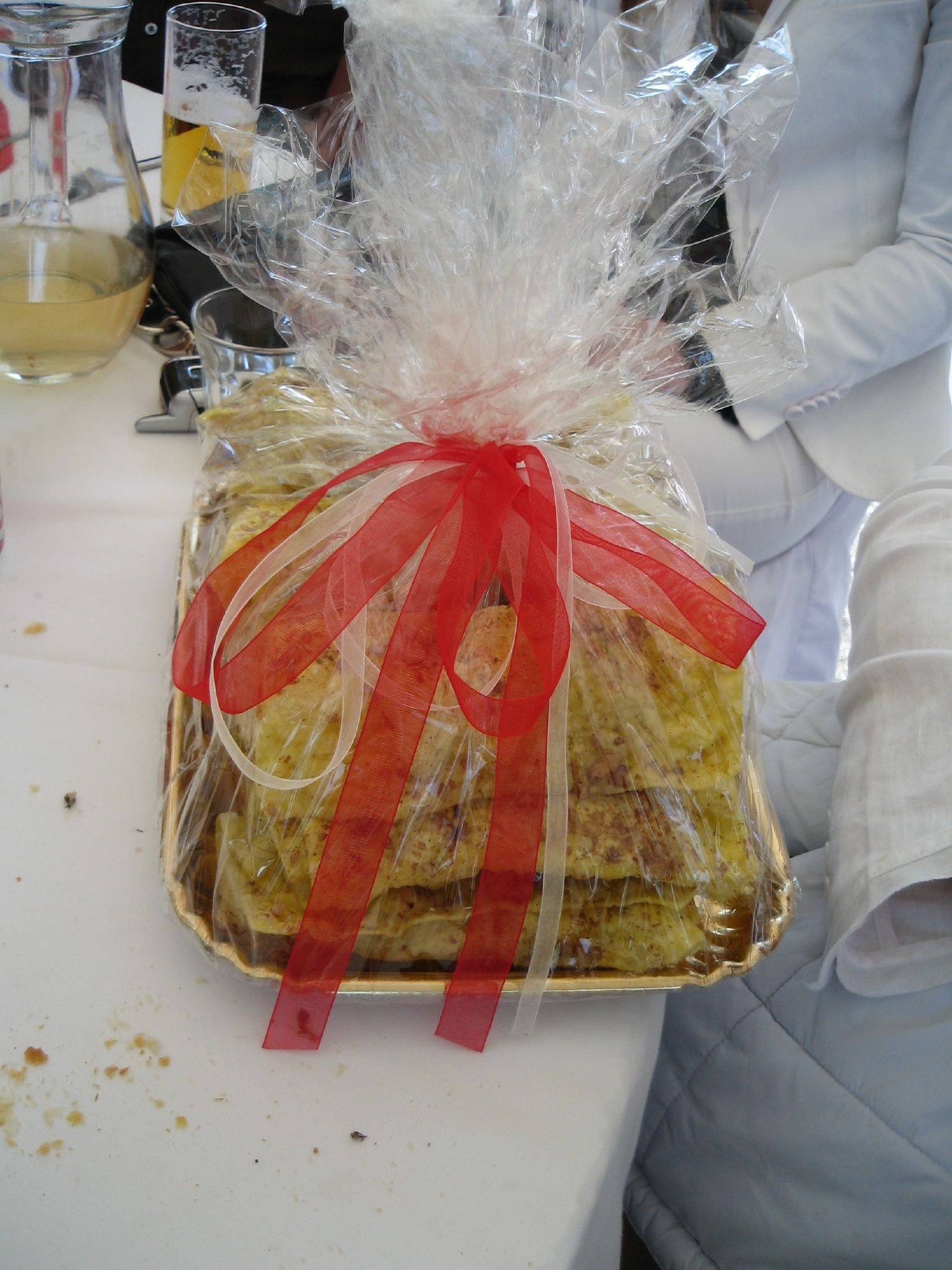
Діплеси
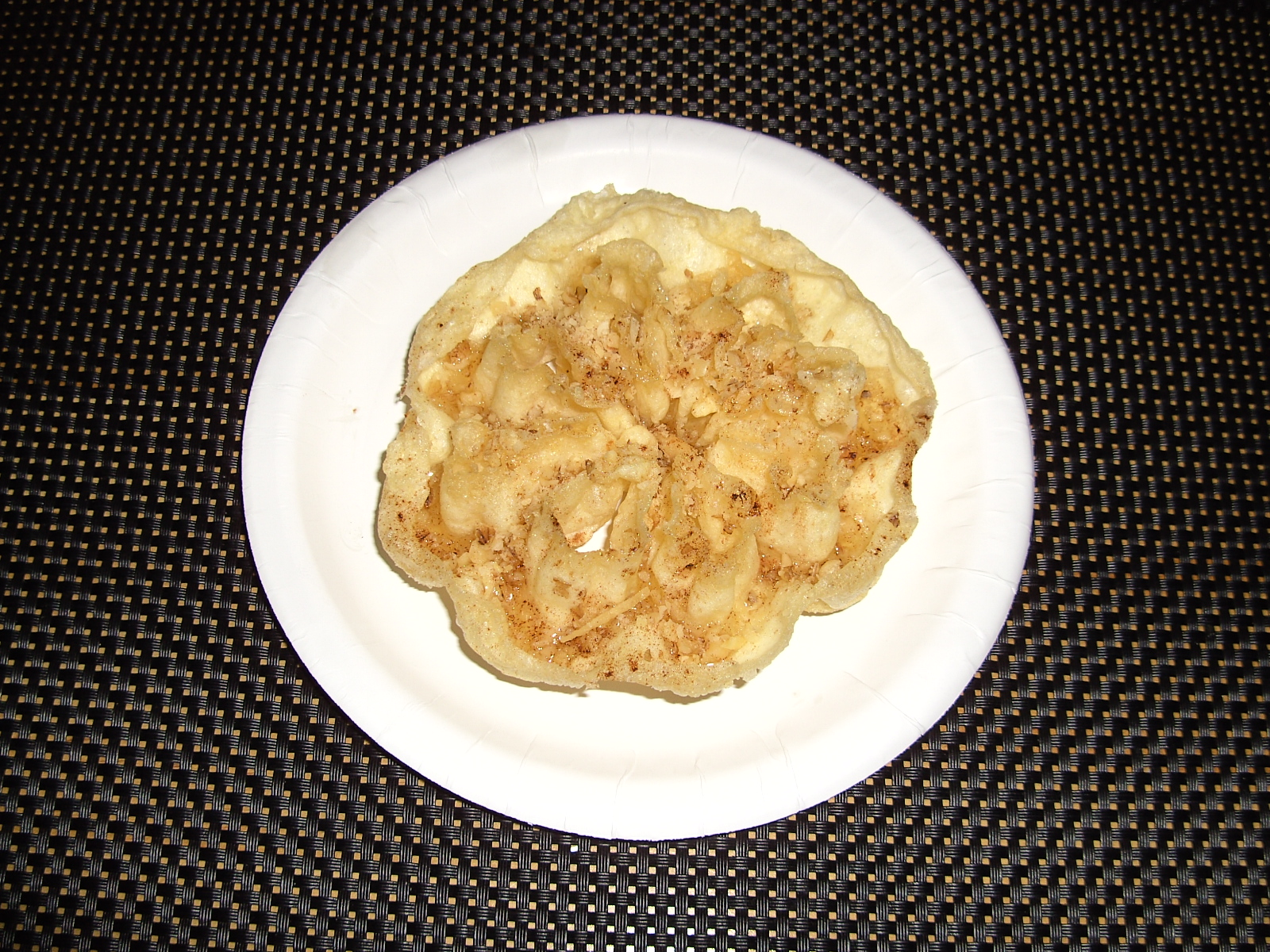
Діплеси, приготовані на залізній формі, змочені в клярі та обсмажені в рослинному жирі
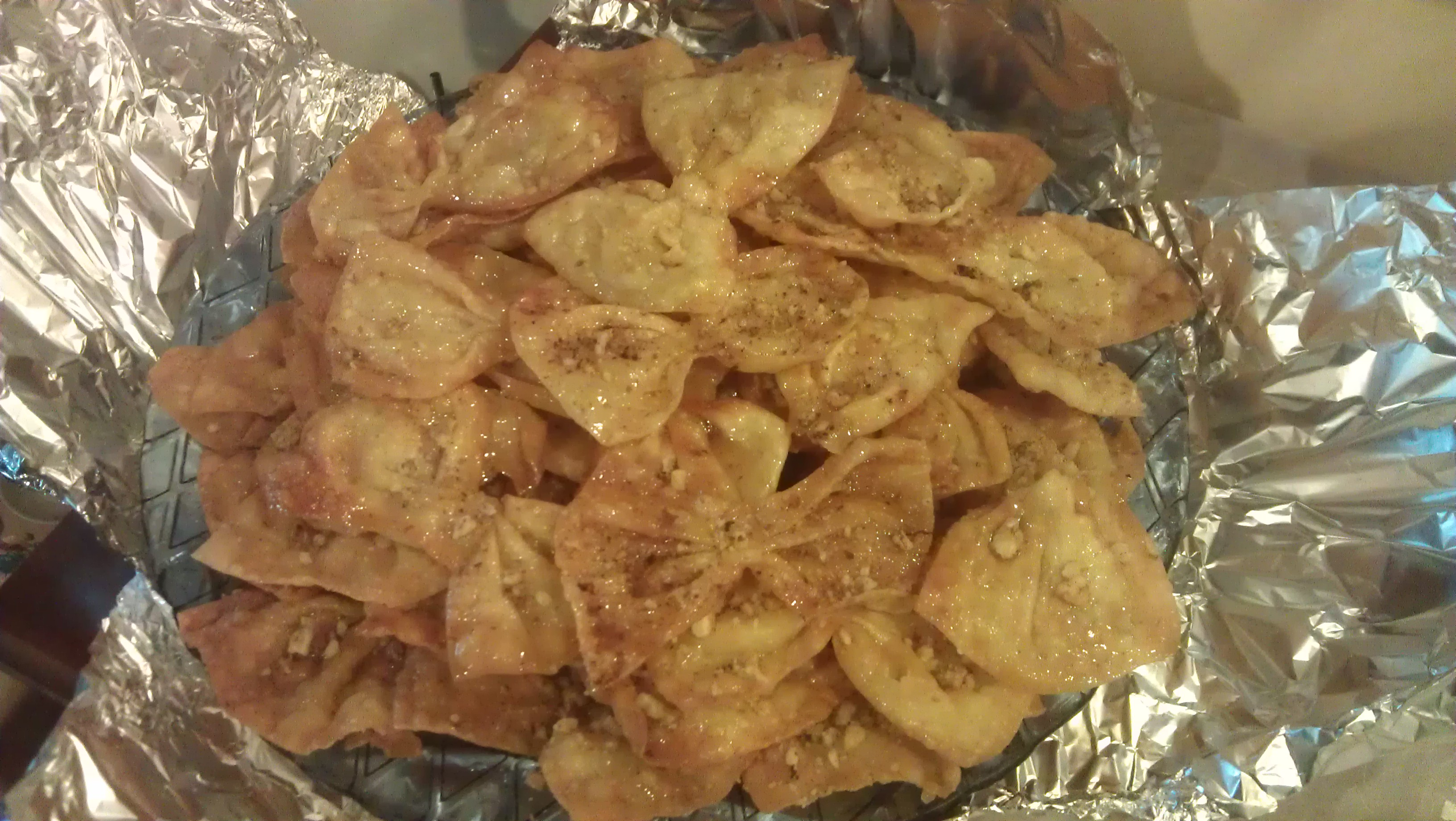
Діплеси у формі бантиків